# Верхний Икорец
Ве́рхний Ико́рец — село в Бобровском районе Воронежской области России.
Административный центр Верхнеикорецкого сельского поселения.

## Население
| 1859 | 1897  | 2000  | 2005  | 2010  |
| ---- | ----- | ----- | ----- | ----- |
| 2938 | ↗5324 | ↘1601 | ↘1371 | ↘1155 |

## География

### Улицы
| - ул. 1 Мая, - ул. Борьбы, - ул. Калинина, - ул. Карла Маркса, - ул. Красная, - ул. Ленинская, - ул. Набережная, - ул. Парижской Коммуны, | - ул. Пролетарская, - ул. Ранняя Весна, - ул. Революционная, - ул. Свободы, - ул. Советская, - ул. Спесивцева, - ул. Центральная, - ул. Школьная. |

## История
В 1686 году, во время правлении царевны Софьи по реке Икорец, на месте небольших временных поселений построены слободы-крепости. Первоначально три посёлка на речке Икорец назывались просто икорецкими сёлами. Потом они подразделились на Верхний, Средний и Нижний Икорец. Верхний Икорец имел и ещё одно название — Городецкое, часто встречающееся в документах 18 века.
В ноябре 1699 года по указу Петра, вскоре после Азовских походов, дворянин Бехтеев заселял сходцами битюгские и икорецкие степи. Был также издан указ о разрешении выходцам из разных мест селится на свободных землях. На указ откликнулось множество людей из Ярославского, Костромского и других северных уездов России. В 1701 году в Верхний Икорец было поселено несколько семей дворцовых крестьян из этих уездов: Поповы, Мухины, Костромины, Куровцевы, Свиридовы. Кроме распашки «государственной пашни», крестьяне поставляли для дворцового обихода рыбу и птицу, а также работали на заготовке леса для кораблестроения, несли гарнизонную службу, обслуживали ямскую и почтовую гоньбу. Однако, не выдержав трудной жизни первопроходцев, одни из них ушли назад в свои уезды, другие подались на вольный Дон. Известно, что в 1705 году многих крестьян в селе не оказалось.
В 1708 году в икорецкие села пришли булавинцы. И многие икорецкие крестьяне ушли с ними.
В 1709 году царь Пётр I издаёт указ о проведении переписи жителей, земли, покосов и других угодий. Там где раньше жили Черкассы (украинцы) велено поселять дворцовых крестьян, а остальные земли отдавать на оброк охочим людям с торгу.
В 1746 году в селе было уже 77 дворов. Селились люди небольшими поселениями и называли их каждое по своему: это и Юровка, Хомичевка, Крыловка, Большая и Малая Реповка, Голышовка, Самодуровка и другие. Все эти названия остались до сих пор в народе и считаются улицами села, хотя официально носят другие наименования. В 1763 году по результатам III ревизии проживало 118 душ дворцовых крестьян.
В 1792 году в Верхнем Икорце была поставлена каменная церковь Михаила Архангела. С тех пор Михайлов день — 21 ноября считается в селе престольным праздником. К началу 19 века в селе насчитывалось около 200 дворов. Свои дома первые жители строили, как правило, вблизи реки и леса. В 1812 году на битву с французами из села ушли в народное ополчение 15 рекрутов.
В 1933 году в селе проживало 7830 человек В селе располагалось три школы, были ещё школы в п. Заречный, Нескучный, Копаня, имелся также свой сыроваренный завод, дающий 320 тонн продукции в год.

## Памятники
После Великой Отечественной войны в память о защитниках был установлен памятник неизвестному солдату на братской могиле.

## Образование
В 1905 году в селе Верхний Икорец земство начало строить 3 школы: в центре села, на Федоровке и на Крыловке. В 1906 году строительство закончились. Это были типовые школы для того времени: деревянный дом на высоком фундаменте. В школах изучался закон божий, поэтому они назывались церковно-приходскими.
В 1908 году была построена Нескученская школа.
В 1967 году на Федоровке была построена восьмилетняя школа, а с 1970 года она стала средней.
1 сентября 1999 года в центре села открылась новая школа, в которой были объединены Верхнеикорецкая, Федоровская и Нескученская школы.

## Уроженцы
- Яблочкин Дмитрий Михайлович — Герой Советского Союза.